# Tolstoj (métro de Milan)
Tolstoj est une station de métro à Milan, en Italie. Située sur la ligne 4 du métro de Milan entre Frattini et Bolivar, elle a ouvert le 12 octobre 2024.